# Карасёв, Андрей Анатольевич
Андрей Анатольевич Карасёв (род. 27 марта 1961) — советский и российский самбист и дзюдоист, серебряный призёр первенства Европы среди юниоров 1980 года по дзюдо, чемпион СССР по дзюдо 1987 года, серебряный (1996) и бронзовый (1995) призёр чемпионатов мира, мастер спорта России международного класса по самбо и дзюдо. Выступал в первой средней весовой категории (до 82 кг). Проживает в городе Набережные Челны. На чемпионате мира 1995 года в Софии и чемпионате мира 1996 года в Токио представлял Татарстан, который выступал отдельной командой. На чемпионате мира 1995 года был единственным представителем Татарстана, завоевавшим медаль соревнований.

## Спортивные результаты
- Первенство Европы по дзюдо среди юниоров 1980 года — ;
- Чемпионат СССР по дзюдо 1987 года — ;